# Provaglio Val Sabbia
Provaglio Val Sabbia är en ort och kommun i provinsen Brescia i regionen Lombardiet i Italien. Kommunen hade 915 invånare (2018).